# قاصد بهشت
قاصد بهشت فیلمی به کارگردانی ساموئل خاچیکیان و نویسندگی حسین مدنی محصول سال ۱۳۳۷ است.

## خلاصه داستان
«میرزا مظفر» در بازار تاجر معتبر و سرشناسی است ولی ناگهان همه چیز بهم می‌خورد و پس از مدت کوتاهی ورشکسته می‌شود…

## تولید و نمایش
تهیه‌کنندگان این اثر ژوزف واعظیان و شاهرخ رفیع، فیلمنامه‌نویس حسین مدنی، فیلمبردار واهاک وارطانیان و کارگردان ساموئل خاچیکیان بودند. تصنیف‌ها را بهرام حسن‌زاده ساخته بود، اشعار را الفت سروده و تصنیف‌ها را نیز سیما اجرا کرده بود. فیروزه در این فیلم می‌رقصید.
دومین محصول آژیر فیلم در عرض سه و ماه نیم تهیه شد و برای نخستین بار در اول آبان ۱۳۳۷ در سینماهای سهیلا، متروپل، اسکار و زهره نمایش داده شد.

## بازیگران
- ایرن زازیانس
- نصرت‌الله وحدت
- حسین مدنی
- منصور سپهرنیا
- شمسی فضل‌الهی
- رحیم روشنیان
- دلپذیر
- سیما
- عباس مصدق
- غلامحسین بهمنیار
- علی دلپذیر
- مهری قاجار
- حسین امیرفضلی
- تونی آمادونی